# Bewerbungen für die Olympischen Sommerspiele 2024 und 2028
Für die XXXIII. Olympischen Sommerspiele im Jahr 2024 waren die Nationalen Olympischen Komitees aufgerufen, ihre Kandidaturen bis 15. September 2015 beim Internationalen Olympischen Komitee (IOC) einzureichen. Bis zum 8. Januar 2016 mussten dann die ersten Bewerbungsunterlagen vorgelegt werden. Im April/Mai 2016 wählte das IOC-Exekutivkomitee die Städte aus, die den Status einer Kandidatenstadt bekamen. Im Januar 2017 endete die Frist zur Einreichung der vollständigen Bewerbungsunterlagen und am 1. August 2017 gab das IOC bekannt, dass die Olympischen Sommerspiele im Jahr 2024 in Paris stattfinden werden. Die Stadt Los Angeles erhielt gleichzeitig den Zuschlag zur Ausrichtung der Spiele im Jahr 2028.

## Bewerbungen

### Paris
Im Juni 2015 gab das Organisationskomitee die Bewerbung von Paris für die Olympischen Sommerspiele 2024 bekannt. Paris war Ausrichter der Olympischen Sommerspiele 1900 und 1924.

### Los Angeles
Am 8. Januar 2015 ernannte das United States Olympic Committee (USOC) Boston zu seinem Bewerber für die Olympischen Sommerspiele 2024. Die weiteren Kandidaten waren Los Angeles, San Francisco und Washington, D.C. Im Juli 2015 gaben das USOC und die Stadt Boston gemeinsam bekannt, dass sich Boston nicht für die Olympischen Spiele bewerben wird. Das USOC wählte daraufhin im September 2015 Los Angeles, den Ausrichter der Olympischen Sommerspiele 1932 und 1984, als neuen nationalen Kandidaten. Die Stadt zog ihre Bewerbung am 31. Juli 2017 zugunsten einer Ausrichtung der Spiele im Jahr 2028 zurück.

## Zurückgezogene Bewerbungen

### Hamburg
Das Präsidium des Deutschen Olympischen Sportbunds (DOSB) empfahl am 16. März 2015, die Bewerbung von Hamburg für Olympia 2024 zu unterstützen. Daraufhin fasste die 11. außerordentliche Mitgliederversammlung des DOSB am 21. März 2015 in Frankfurt am Main einstimmig den Beschluss, sich mit Hamburg um die Ausrichtung der Olympischen und Paralympischen Spiele im Jahr 2024 und gegebenenfalls auch 2028 zu bewerben. Die Bewerbung Berlins wurde damit nicht mehr weiterverfolgt. Am 29. November 2015 lehnte die Hamburger Bevölkerung in einem Referendum die Bewerbung ab, mit 51,6 % gegen 48,4 % der Stimmen.

### Rom
Im Dezember 2014 erklärte Italiens Ministerpräsident Matteo Renzi für das Comitato Olimpico Nazionale Italiano (CONI) Rom zum Kandidaten Italiens für die Olympischen Sommerspiele 2024. Am 21. September 2016 gab die neu gewählte Bürgermeisterin Roms Virginia Raggi bekannt, dass sie die Bewerbung nicht weiter unterstützen werde, und am 29. September stimmte der Stadtrat in einer Sondersitzung mit 30:12 Stimmen gegen die Olympiabewerbung. Als Hauptgrund wurden die hohen Kosten genannt.

### Budapest
Im Juli 2015 gaben Budapests Bürgermeister István Tarlós und Ungarns NOK-Präsident Zsolt Borkai die Bewerbung Budapests bekannt. Am 22. Februar 2017 wurde bekannt, dass die ungarische Hauptstadt sich aus dem Rennen um die Austragung der Spiele 2024 zurückzieht. Dies bestätigte Bürgermeister Tarlós. Die Zustimmung zu den Plänen sank und eine Bürgerbewegung hatte über 266.000 Unterschriften, doppelt so viele wie benötigt, für ein lokales Referendum zur Bewerbung gesammelt.